# Jövő (folyóirat, 1929)
Jövő politikai és társadalmi hetilap Aradon, a KRP legális kiadványa. Felelős szerkesztő Márton István, szerkesztette Ehling Lajos és Matais Péter. Mindössze négy száma jelent meg 1929. április 28-án, május 12-én, július 14-én és 28-án. Az első két lapszámot elkobozták, a 3. és 4. számot Aradon, Brassóban, Marosvásárhelyt és Erdély más városaiban is terjesztették.
A lap szolidaritást vállalt a bebörtönzött baloldaliakkal, követelte a munkásság szabad szervezkedési jogának tiszteletben tartását, sürgette a Városi és Falusi Dolgozók Blokkja kormányának megalakítását, beszámolt Május elseje megünnepléséről, az ASTRA-gyári munkások megmozdulásáról, az Egyesült Szakszervezetek tevékenységéről. Külföldi vonatkozású cikkeiben kiállt a Szovjetunió mellett, s az 1929. augusztus 1-jére meghirdetett szolidaritási nap küszöbén szorgalmazta a munkások és parasztok egységfrontba tömörítését. Egyetlen közölt cikkét sem írták alá. A lapot a 4. szám után betiltották.